# Poland Open
Poland Open, oficiálně BNP Paribas Warsaw Open, je profesionální tenisový turnaj žen konaný v polském hlavním městě Varšavě.
Turnaj byl založen v roce 2021 jako součást okruhu WTA Tour, na němž patří do kategorie WTA 250. Probíhá během července v klubu Legia Tenis & Golf na tvrdém povrchu Laykold, jenž v roce 2023 nahradil antuku z důvodu plynulejšího přechodu hráček na severoamerickou sérii US Open hranou na témže povrchu.

## Historie
Úvodní ročník turnaje se odehrál v roce 2021 na dvorcích Arka Tennis Clubu v Gdyni, pod ředitelským vedením Marcina Matkowského. Generálním sponzorem se stal bankovní dům BNP Paribas a organizátorem společnost Tennis Consulting zastoupená prezidentem Tomaszem Świątekem, otcem Igy Świątekové. Tennis Consulting uzavřel smlouvu s držitelem licence turnaje, agenturou Octagon.
V roce 2022 se turnaj přemístil do varšavského klubu Legia Tenis & Golf v Myśliwiecké ulici a navázal na ženskou událost Warsaw Open hranou v letech 1995–2010. Po přesunu byl zažehnán spor vrcholící během února 2022 mezi varšavskými radními a majitelem a prezidentem Legie Varšava Dariuszem Mioduskim poté, co bylo odhaleno, že měl za symbolickou částku prodat akcie společnosti Legia Tenis, která měla dvorce v pronájmu, jím vlastněné firmě WAWA Group. Mioduski to odmítl a označil pouze za převod na jiný subjekt. Varšavská městská rada požadovala návrat právního stavu a klubu hrozila vypovězením 30leté nájemní smlouvy z roku 2019, což ohrožovalo pořádání turnaje. Spor byl následně urovnán.
Do soutěže dvouhry nastupuje třicet dva hráček a čtyřhry se účastní šestnáct párů.

## Vývoj názvu turnaje
- 2021–2022: BNP Paribas Poland Open
- od 2023: BNP Paribas Warsaw Open

## Přehled finále

### Dvouhra
| Rok  | vítězka            | finalistka         | výsledek      |
| ---- | ------------------ | ------------------ | ------------- |
| 2021 | Maryna Zanevská    | Kristína Kučová    | 6–4, 7–6(7–4) |
| 2022 | Caroline Garciaová | Ana Bogdanová      | 6–4, 6–1      |
| 2023 | Iga Świąteková     | Laura Siegemundová | 6–0, 6–1      |

### Čtyřhra
| Rok  | vítězky                                   | finalistky                               | výsledek         |
| ---- | ----------------------------------------- | ---------------------------------------- | ---------------- |
| 2021 | Anna Danilinová Lidzija Marozavová        | Kateryna Bondarenková Katarzyna Piterová | 6–3, 6–2         |
| 2022 | Anna Danilinová (2) Anna-Lena Friedsamová | Katarzyna Kawaová Alicja Rosolská        | 6–4, 5–7, [10–5] |
| 2023 | Heather Watsonová Yanina Wickmayerová     | Weronika Falkowská Katarzyna Piterová    | 6–4, 6–4         |